# Galeodes bogojavlenskii
Espèce
Galeodes bogojavlenskii est une espèce de solifuges de la famille des Galeodidae.

## Distribution
Cette espèce se rencontre au Tadjikistan, en Ouzbékistan, en Irak et en Israël.

## Description
Le mâle mesure 55 mm et la femelle 70 mm

## Publication originale
- Birula, 1906 : Neue Solifugen. Zoologischer Anzeiger, vol. 30, p. 24–28 (texte intégral).